# Erste Asset Management
Die Erste Asset Management GmbH (Erste AM) ist ein Finanzdienstleister für Vermögensverwaltung und Asset Management (insb. Investmentfonds) in der Region Zentral- und Osteuropa. Der Hauptsitz der Erste AM ist Wien, Österreich. Die Erste AM steht im mehrheitlichen Besitz der Erste Group Bank AG.

## Geschichte
Die Erste Asset Management GmbH wurde 2008 in Wien gegründet. Die Erste Group Bank bündelte ihre Aktivitäten im Fonds- und Vermögensmanagement und führte alle ihre zehn Investmentfondsgesellschaften in Österreich und Zentral- und Osteuropa organisatorisch in der Erste Asset Management GmbH zusammen. Die Erste AM selbst verwaltete bei der Gründung 1,8 Mrd. Euro, die hinzugekommenen Gesellschaften zusammen rund 39 Mrd. Euro.
Zur Erste AM gehörten zu diesem Zeitpunkt die Erste-Sparinvest GmbH (ESPA) zu 81 %, die Ringturm KAG zu 95 %, die Erste Immobilien KAG zu 26 % sowie die Espa-Financial Advisors GmbH (EFA; an die ESPA angehängt). Aus Zentral- und Osteuropa kamen außerdem die Asset Management-Gesellschaften der Erste in Tschechien, der Slowakei, Kroatien, Ungarn, Rumänien und Deutschland dazu.
2013 beendete die Erste AM ihre Aktivitäten in Serbien aufgrund des geringen Fondsvolumens. 2014 wurde auch die ESPA-Financial Advisors GmbH (EFA) zur Gänze in die Erste AM integriert und die Tochtergesellschaft aufgelassen.
Am 1. November 2016 wurde die Ringturm Kapitalanlagegesellschaft m.b.H. rückwirkend zum 31. Dezember 2015 mit der Erste AM verschmolzen. Diese verwaltete fortan alle Investmentfonds der Ringturm KAG im Wert von 5,2 Mrd. Euro 2017 fusionierte sie mit der ESPA, die selbst wenig später mit der Erste AM fusionierte.

### Geschichte der Erste-Sparinvest (ESPA)
Die Erste-Sparinvest GmbH war (bis 2017) die größte und älteste Tochtergesellschaft der Erste AM. Sie wurde bereits 1965 unter dem Geschäftsführer Josef Taus gegründet. Der gesetzliche Grundstein zur Errichtung von Fondsgesellschaften und zur Auflegung von Investmentfonds war mit dem Investmentfondsgesetz (InvFG) bereits 1963 geschaffen worden.
Als die Girozentrale 1994 mehrheitlich in den Einflussbereich der Bank Austria geriet, kam es zur Zusammenführung der Sparinvest mit der Kapitalanlagegesellschaft der Bank Austria zur Sparinvest Austria, heute Amundi Austria. Zwei Jahre später übernahm die Erste Bank die GiroCredit (zuvor Girozentrale). Ein Teil der Sparinvest Austria wurde mit der Kapitalanlagegesellschaft der Ersten (EKA) verschmolzen: Seit 7. November 1998 firmiert die Gesellschaft als Erste-Spartinvest KAG.
Mit der Gründung der Erste AM wurde die ESPA 2008 zunächst deren Tochtergesellschaft. Rückwirkend zum 31. Dezember 2017 fusionierten sie schließlich ganz. Sämtliche von der ESPA verwalteten Investmentfonds, somit das gesamte Fondsvermögen in der Höhe von 32,1 Mrd. Euro (Stand per 29. September 2018), wird seit der Wirksamkeit der Verschmelzung von der EAM verwaltet.

### Investitionen nach ESG-Kriterien
Ab 2001 begann die ESPA, ethisch-nachhaltige Fonds zu entwickeln. 2006 begann sie eine Kooperation mit dem WWF. Seither trägt der 2001 aufgelegte Umweltaktienfonds „Erste WWF Stock Environment“ die Namen beider Partner. Die Erste AM unterstützt die österreichischen Flussschutzprogramme des WWF Österreich sowie deren Klimaschutzprogramm mit einem Teil der eigenen Verwaltungsgebühren.
Nachhaltiges Investieren blieb nach der Übernahme 2008 ein wichtiges Segment der Erste AM und wurde weiter ausgebaut. 2009 unterzeichnete die Erste AM als erste Fondsgesellschaft Österreichs die Prinzipien für verantwortliches Investieren der Vereinten Nationen (UN PRI), bis 2011 emittierte sie bereits zehn nachhaltig ausgerichtete Publikumsfonds mit einem Volumen von insgesamt rund 600 Mio. Euro. Im selben Jahr erweiterte die Erste AM die Sparte außerdem um den ersten, von einer österreichischen Vermögensverwaltungsgesellschaft aufgelegten Responsible Corporate Bond Fonds „Espa Vinis Bond Euro-Corporate“ (heute Erste Responsible Bond Euro-Corporate).
2012 erfolgte der Ausschluss von Unternehmen aus dem Bereich „geächtete Waffen“ aus allen Fonds. 2013 erklärte die Erste AM den Verzicht auf Nahrungsmittelspekulationen. 2016 unterzeichnete die Erste AM das Montréal Carbon Pledge Abkommen und verpflichtete sich, den CO2-Fußabdruck ihrer gesamten Aktienbestände zu messen und zu veröffentlichen. Im selben Jahr verpflichtete sich die Erste AM, von der Investition in Kohleminen abzusehen.
2018 veröffentlichte die Erste AM anlässlich des Weltwassertages erstmals den Wasserfußabdruck für ihre nachhaltigen Aktienfonds. 2020 beschloss die Erste AM ihre traditionell gestionierten Fonds durch die Integration von ESG-Kriterien weiterzuentwickeln. 2021 setzte die Erste AM die EU-Offenlegungsverordnung für ihre Investmentfonds um und passte die relevanten Dokumente an die vorgeschriebenen Transparenzanforderungen an (Artikel 7 Traditionell, ESG Artikel 8, Impact Artikel 9).
2024 gab das Unternehmen bekannt, 100 % der Anteile an der Impact Asset Management GmbH (I-AM) zu erwerben, vorbehaltlich der behördlichen Genehmigung. Die Übernahme soll die Position von Erste AM im Bereich ESG (nachhaltige Investments) stärken und die Präsenz in Deutschland erweitern. Durch den Kauf erhöht sich das von Erste AM verwaltete ESG-Vermögen auf etwa 28,7 Mrd. Euro. I-AM, spezialisiert auf nachhaltige Anlagestrategien, wird als Tochterunternehmen weitergeführt, wobei das bestehende Management bleibt. Die Akquisition ermöglicht es Erste AM, ihr Angebot, besonders in Mikrofinanzfonds, zu erweitern.

## Unternehmensstruktur
Die Erste AM beschäftigte im Jahr 2024 386 Mitarbeiter und verwaltete 2024 ein Vermögen von rund 86,7 Mrd. Euro. Sie hatte dabei einen Marktanteil von 21,9 % des österreichischen Fondsvolumens. Im September 2024 verwaltete die Erste AM 28,7 Mrd. Euro an nachhaltigem Fondsvolumen (ESG).
Tochtergesellschaften der Erste AM sind (Stand 31. Dezember 2021):
- Asset Management Slovenskej sporitelne (100 %)
- Erste Asset Management d.o.o. (100 %)
- Erste Asset Management Limited (100 %)
- Erste Asset Management Deutschland GmbH (100 %)
- Erste Private Capital GmbH (100 %)
- SAI Erste Asset Management S.A. Romania (99,99 %)
- ERSTE Immobilien Kapitalanlagegesellschaft m.b.H. (75,1 %)
- Tauros Capital Management GmbH (49 %)
- Sparkasse Oberösterreich Kapitalanlage GmbH (5 %)
- Impact Asset Management GmbH, London (100 %)

## Investmentfonds
Die Erste AM koordiniert und verantwortet die Vermögensverwaltungs- und Asset Management Aktivitäten innerhalb der Erste Group Bank. Die Fonds werden großteils selbst oder in Kooperation mit internationalen Investmenthäusern verwaltet. Besondere Schwerpunkte sind Anleihenfonds, Aktienfonds, Emerging Markets-Fonds (mit Schwerpunkt Zentral- und Osteuropa) und bei ethisch-nachhaltig ausgerichteten Investmentfonds. Auch Immobilienfonds sind Teil des Produktangebots. Einen wichtigen Anteil nehmen „Strategiefonds“ ein; dabei handelt es sich um gemischte Veranlagungsprodukte, die die verschiedenen Anlageklassen nach verschiedenen Aspekten gewichten. Es gibt bei den Strategiefonds Varianten mit absolutem Ertragsziel („Absolute Return“) und solche, die sich an einem Vergleichsindex orientieren (Benchmark).
Im Jahr 2022 legte die Erste AM einen neuen Private-Equity-Dachfonds auf, um sich auch in diesem Segment besser aufzustellen. Der Fokus des Fonds liegt auf zentraleuropäischen Venture Capital und Private-Equity-Fonds, die in wachstumsstarke Klein- und Mittelbetriebe investieren.

## Tätigkeit
- Anleihenmanagement mit Fokus auf die Euro-Zone (Geldmarktfonds, Staatsanleihenfonds, Hochzinsanleihenfonds)[25]
- Aktien- und Anleihenfonds mit Schwerpunkt Zentral- und Osteuropa[25]
- Fonds, die ethische und nachhaltige Gesichtspunkte berücksichtigen[25]
- Fonds mit Kapitalallokations-Strategien (mit absoluten Renditezielen oder Benchmark-orientiert)[28]
- Fonds- und Vermögensmanagement für Privatanleger und institutionelle Anleger[27]
- lokale Veranlagungslösungen (lokale Zentral- und Osteuropa-Fonds, steueroptimale Produkte, Spezialmandate)[25]

## Auszeichnungen (Auswahl)
- 2016: Bester Renten-Dachfonds von Österreichischer Dachfonds Awards[30]
- 2018: Bester Hedge-Dachfonds konservativ und Bester Bester Dachfonds anleihenorientiert von Österreichischer Dachfonds Award[31]
- 2019: Bester Euro Unternehmensanleihenfonds von Lipper Fund Awards Austria, Germany[32]
- 2019: Bester Ziellaufzeit-Anleihefond Eurozone von Lipper Fund Awards Austria[33]
- 2019: Bester Mischfonds Global von Lipper Fund Awards Austria[34]
- 2019: Bester Aktiendachfonds, Bester Dachfonds anleiheorientiert und Bester Hedge-Dachfonds von Österreichischer Dachfonds Award[35]
- 2020: Bester globaler Unternehmensanleihenfonds von Lipper Fund Awards Austria[36][37]
- 2020: Bester globaler Mischfonds Eurozone von Lipper Funds Awards Austria[38]
- 2020: Bester Dachfonds anleiheorientiert und Bester Hedge-Dachfonds von Österreichischer Dachfonds Award[39]
- 2020: „Erste WWF Stock Environment“ von Ecoreporter mit Bestnote ausgezeichnet[40]
- 2021: Bester Aktienfonds für Alternative Energien von Definitiv Lipper Fund Awards Austria, Germany[41][42]
- 2021: Bester Finanzblog im deutschsprachigen Raum von VBV Smeil Alps Award[43]
- 2022: Bester Aktienfonds für Alternative Energien von Definitiv Lipper Fund Awards Austria, Germany[44]
- 2022: 16 eingereichte Fonds der Erste AM erhalten das Gütesiegel des Forum Nachhaltige Geldanlagen (FNG)[45]

## Belege
1. 1 2 3  Erste Group bündelt Fonds- und Vermögensmanagement. In: APA Journal Osteuropa. 12. Oktober 2009.
2. 1 2  Kurz notiert. In: Wiener Zeitung, Nr. 215, S. 33. 4. November 2016.
3. 1 2 3  Our origins. In: Erste Asset Management. Abgerufen am 4. Oktober 2022 (englisch).
4. 1 2  Die Kapitalanlagegesellschaften der Erste Group gehen zusammen. In: Salzburger Nachrichten., Nr. 257, S. 15. 7. November 2018.
5. ↑  Bundesgesetzblatt für die Republik Österreich. 20. Juli 1963, abgerufen am 5. Oktober 2022.
6. ↑  Sparinvest streicht Investmentfonds – Die Anleger erhalten spesenfreies Umsteigeangebot. In: Wirtschaftsblatt, Nr. 82, S. 3. 16. Februar 1996.
7. ↑  Bei Fonds bleibt kein Stein auf dem anderen – Die Umstrukturierung im Bankenbereich wird auch bei den Fondstöchtern zu Kooperationen und Fusionen führen. In: WirtschaftsBlatt, Nr. 306, S. 8. 22. Januar 1997.
8. ↑  Erste-SparInvest KAG ist Marktführer bei Publikumsfonds -Fusioniertes Institut strebt Führerschaft im Gesamtfondsgeschäft an. In: WirtschaftsBlatt, Nr. 684, S. 2. 1. August 1998.
9. ↑  Fonds-News: Aus drei mach zwei. In: Trend 1 S/98, S. 8. 2. Januar 1998.
10. ↑  Fritz Haslinger: Im Aufwind: sauber anlegen, in: Medianet, 25. September 2015.
11. 1 2  Weltklimakonferenz COP26: Hebel für Investments in den Klimaschutz notwendig. In: APA, 5. November 2021.
12. ↑  Grundwerte werden wichtiger. In: Börsen-Kurier, Nr. 06/2012, S. 11. 9. Februar 2012.
13. 1 2  Sortenreine Corporate Bonds. In: Medianet, Nr. 1493/11, S. 22. 2. September 2011.
14. 1 2  Bond-Mix von Firmen, die nachhaltig arbeiten. In: Format, Ne. 35/11, S. 74. 2. September 2011.
15. ↑  Stephan Scoppetta: 20 Jahre Nachhaltigkeit zeigen Wirkung, in: Kurier, 16. September 2021
16. ↑  Publikationen & Richtlinien. Abgerufen am 31. Januar 2023.
17. ↑  Stefan Terliesner: Zeche zu und Kippe aus, in: VDI, 14. Oktober 2016.
18. ↑  Paul Christian Jezek: Moral und Nachhaltigkeit auf der hohen Kante, in: Kurier, 30. März 2019.
19. ↑  Nachhaltigkeit in Fonds verankert, in: medianet, 28. Februar 2020.
20. ↑  Christian Nuschele: Erhöhte transparenz und "grüne" Chancen für Berater und Anbieter, in: Fonds exclusiv, 31. März 2021.
21. ↑  Erste Asset Management erwirbt 100% der Anteile an der Impact Asset Management. Abgerufen am 8. Oktober 2024.
22. 1 2  Unternehmensprofil | Erste Asset Management. In: Northdata. Abgerufen am 16. März 2024.
23. 1 2  Unternehmensprofil. In: Erste AM. Abgerufen am 16. März 2024.
24. ↑  Österreichischer Investmentfondsmarkt im Überblick. In: Vöig. 2023, abgerufen am 28. März 2023.
25. 1 2 3 4 5  Erste Asset Management meldet Rekordergebnis 2021. Abgerufen am 5. Oktober 2022.
26. ↑  Erste wächst im Fondsgeschäft. In: WirtschaftsBlatt, Nr. 4662, S. 5. 12. August 2014.
27. 1 2  Unsere Fonds. In: Erste Asset Management. Abgerufen am 6. Oktober 2022.
28. 1 2  Strategiefonds. In: Erste Asset Management. Abgerufen am 6. Oktober 2022.
29. ↑  Paul Severin: Erste Asset Management startet Private Equity Dachfonds. In: Godmode Trader. 8. Juni 2022, abgerufen am 6. Oktober 2022.
30. ↑  Flaggschiff-Fonds der Erste Asset Management gewinnen Österreichischen Dachfonds Award 2016. In: e-fundresearch.com. Abgerufen am 5. Oktober 2022.
31. ↑  Österreichischer Dachfonds Award 2018. In: Geld-Magazin. Abgerufen am 5. Oktober 2022.
32. ↑  ESPA Bond Corporate BB T – Best Fund Over 10 Years. In: Lipper Fund Awards. Abgerufen am 5. Oktober 2022 (englisch).
33. ↑  ESPA Corporate Basket 2020 (A) – Best Fund Over 3 Years. In: Lipper Fund Awards. Abgerufen am 5. Oktober 2022 (englisch).
34. ↑  Pro Invest Plus T – Best Fund Over 3 Years. In: Lipper Fund Awards. Abgerufen am 5. Oktober 2022 (englisch).
35. ↑  Österreichischer Dachfonds Award 2019. In: GELD-Magazin, November 2019. Abgerufen am 5. Oktober 2022.
36. ↑  Erste Bond Corporate Plus (T) – Best Fund Over 3 Years. In: Lipper Fund Awards. Abgerufen am 5. Oktober 2022 (englisch).
37. ↑  Erste Bond Corporate BB T – Best Fund Over 10 Years. In: Lipper Fund Awards. Abgerufen am 5. Oktober 2022 (englisch).
38. ↑  Pro Invest Plus T – Best Fund Over 5 Years. In: Lipper Fund Awards. Abgerufen am 5. Oktober 2022 (englisch).
39. ↑  Österreichischer Dachfonds Award 2020. In: Geld-Magazin. Abgerufen am 5. Oktober 2022.
40. ↑  Nachhaltiger Fonds der Erste Asset Management mit Bestnote. In: Börse am Sonntag. 22. Juni 2020, abgerufen am 5. Oktober 2022.
41. ↑  Erste WWF Stock Environment EUR R01 T – Best Fund Over 5 Years. In: Lipper Fund Awards. Abgerufen am 5. Oktober 2022 (englisch).
42. ↑  Erste WWF Stock Environment EUR R01 T – Best Fund Over 10 Years. In: Lipper Fund Awards. Abgerufen am 5. Oktober 2022 (englisch).
43. ↑  VBV Smeil Alps 2021 – Die Sieger: Erste Asset Management, Wolfgang Matejka. In: Finanznachrichten. 20. Dezember 2021, abgerufen am 5. Oktober 2022.
44. ↑  Erste WWF Stock Environment EUR R01 T – Best Fund Over 10 Years. In: Lipper Fund Award. Abgerufen am 5. Oktober 2022 (englisch).
45. ↑  Erste Fair Invest – FNG – Forum Nachhaltige Geldanlagen. Abgerufen am 31. Januar 2023.